# Vallkärra socken
Vallkärra socken i Skåne ingick i Torna härad, uppgick 1967 i Lunds stad och området ingår sedan 1971 en del av Lunds kommun, från 2016 inom Torns distrikt.
Socknens areal är 10,66 kvadratkilometer varav 10,60 land. År 1954 fanns här 849 invånare.  En del av tätorten Lund, huvuddelen av tätorten Stångby samt kyrkbyn Vallkärra med sockenkyrkan Vallkärra kyrka ligger i socknen. 

## Administrativ historik
Socknen har medeltida ursprung.
Vid kommunreformen 1862 övergick socknens ansvar för de kyrkliga frågorna till Vallkärra församling och för de borgerliga frågorna bildades Vallkärra landskommun. Landskommunen uppgick 1952 i Torns landskommun som uppgick 1967 i Lunds stad som ombildades 1971 till Lunds kommun. Församlingen uppgick 1992 i Torna församling.
1 januari 2016 inrättades distriktet Torn, med samma omfattning som Torns församling fick 1992 och vari detta sockenområde ingår.
Socknen har tillhört län, fögderier, tingslag och domsagor enligt vad som beskrivs i artikeln Torna härad. De indelta soldaterna tillhörde Södra skånska infanteriregementet, Torna kompani och Skånska husarregementet, Hoby skvadron, Landskrona kompani.

## Geografi
Vallkärra socken ligger närmast norr om Lund. Socknen är en odlad slättbygd på Lundaslätten.

## Fornlämningar
Boplatser, lösfynd och en dös från stenåldern är funna. Från bronsåldern finns tre gravhögar. En runsten, Vallkärrastenen, har flyttas till Lund.

## Namnet
Namnet skrevs 1506 Walagherä och kommer från kyrkbyn. Efterleden är åker. Förleden innehåller vall, 'slät, gräsbevuxen mark'..